# Decatur Motor Car Company
Decatur Motor Car Company war ein US-amerikanischer Hersteller von Kraftfahrzeugen.

## Vorgeschichte
Lembert W. Coppock gründete im Dezember 1906 die Coppock Motor Car Company in Marion in Indiana zur Nutzfahrzeugproduktion. Finanzielle Schwierigkeiten führten im Juli 1907 dazu, dass sich der Decatur Commercial Club beteiligte und den Sitz nach Decatur in Indiana verlegte.

## Unternehmensgeschichte
Das Unternehmen wurde am 8. Oktober 1909 als Nachfolgeunternehmen gegründet. Lembert Coppock schied etwa zu dieser Zeit aus. Die Produktion von Nutzfahrzeugen lief weiter. Zwischen April 1910 und 1911 entstanden zusätzlich etwa 200 Personenkraftwagen. Der Markenname lautete Decatur. Der sehr gute Absatz der Nutzfahrzeuge führte 1912 zu einer Reorganisation.
Nachfolgeunternehmen waren zunächst Grand Rapids Motor Truck Company und ab 1913 Parcel Post Equipment Company, beide mit Sitz in Grand Rapids in Michigan. Sie verwendeten den gleichen Markennamen.

## Produkte

### Lkw
Genannt wird das Modell Decatur Hoosier Limited mit etwa 1,5 Tonnen Nutzlast. Es hatte einen Vierzylindermotor von der Rutenber Motor Company mit 30 PS Leistung. Die Motorleistung wurde über ein Dreiganggetriebe und zwei Ketten zur Hinterachse übertragen. Die Kunden hatten die Wahl zwischen Vollgummireifen und Luftreifen. 25 verschiedene Aufbauten standen im Angebot.

### Pkw
Das einzige Pkw-Modell war das Utility Car. Die offene Karosserie bot Platz für vier Personen. Die hinteren Sitzen konnten zum Warentransport leicht entfernt werden. Zur Motorisierung gibt es unterschiedliche Angaben. Eine Quelle nimmt einen luftgekühlten Zweizylindermotor an. Eine andere Quelle nennt einen Vierzylindermotor mit 12/14 PS.